# Claus-Robert Kruse
Claus-Robert Kruse (* 1948 in Horst, Holstein) ist ein deutscher Musiker, Arrangeur, Komponist und Musikproduzent.

## Biografie
Kruse erhielt ersten Klavierunterricht mit neun Jahren. Mit 14 Jahren gründete er die Band „Cavern Cats“ und trat in norddeutschen Clubs auf, u. a. Star-Club, Top Ten und Gruenspan. 1966 wechselte er zu der Harburger Soul-Band „Cops & Robbers“, mit welcher er 1967 den letzten „legendären“ Star-Club-Wettbewerb gewann.
1968 machte er in Hamburg das Abitur. 1970 stieg er für Les Humphries bei der Band „Wonderland“ ein, wo er auf Achim Reichel, Frank Dostal und Dicky Tarrach traf. Durch diesen Wechsel ins Profi-Lager gelang ihm der Einstieg in die Hamburger Studio-Szene und er profilierte sich fortan als Musiker, Arrangeur, Komponist und Produzent. 1972 löste sich „Wonderland“ auf und Kruse begann zunächst ein Studium der Musikwissenschaft, Musiktheorie und Komposition an der Universität Hamburg bei Jürgen Jürgens und an der Heinrich-Schenker-Akademie Hamburg bei Felix-Eberhard von Cube.
1974 gründete Kruse zusammen mit Peter Weihe, Lonzo Westphal, Peter Franken, Lemmy Lembrecht und Rolf Köhler die Jazzrock-Formation „To Be“, die später auf dem Brain-Festival 1978 in Essen von Musikexperten als „Die Überraschung der deutschen Rockszene“ gelobt wurde.
1975 begann Kruse ein Klavierstudium an der „Hochschule für Musik und Theater“ in Hamburg als Schüler von Gernot Kahl, welches er 1978 erfolgreich abschloss.
Nach dem Studium verließ Kruse „To Be“ und gründete zusammen mit Anselm Kluge und Frank Oberpichler die Jazzrock-Band „Känguru“, in der später u. a. auch Udo Dahmen, Herb Geller, Peter Weihe und Olaf Gustafson spielten. 1982 war Kruse für zwei Semester Dozent an der Hochschule für Musik in Hamburg im Rahmen des „Modellversuchs Popularmusik“.
1984 stieg Kruse bei der Neu-Formierung der Deutsch-Rock-Band „Randy Pie“ ein, mit der er ein Album („Magic Ferry“) aufnahm. Nachdem die Band sich 1986 aufgelöst hatte, widmete sich Kruse ausschließlich Studioproduktionen.
Ab 1990 produzierte Kruse unter dem Pseudonym Bob Cruise verschiedene Pop- und Dance-Projekte, u. a. mit den DJs Stefan Gruenwald (SM-Trax), Jerry Ropero, Mirko von Schlieffen (Schiller), Michael Simon (Scooter) und Michi Lange. Claus-Robert Kruse lebt in Hamburg.

## Diskografie (Auswahl)
- Achim Reichel – A.R. IV (1973)
- Al Bano & Romina Power – Liberta (1987)
- Al Bano & Romina Power – Fragile (1988)
- A.R. & Machines – Echos Aus Zeiten Der Grünen Reise (1998)
- Audrey Landers – Secrets (1988)
- Baby Bitch – Rock it (Maxi-Single) (1995)
- Bad Boys Blue – L.O.V.E. In My Car (Maxi-Single) (1984)
- Daliah Lavi – Ich bin da, um dich zu lieben (Single) (1994)
- David Hasselhoff – Looking For Freedom (1989)
- Diether Krebs + Gundula – Ich Bin Der Martin, Ne...?! (Maxi-Single) (1991)
- Duesenberg – Duesenberg (1977)
- Duesenberg – 2 (1978)
- Frau Volkmann und Herr Behrens – Immer Nur Love (Maxi-Single) (1992)
- Engelbert – In Liebe (1988)
- Franz-Josef Degenhardt – Cafe nach dem Fall (2000)
- Franz-Josef Degenhardt – Cafe nach dem Fall (2000)
- Freddy Quinn – Seine größten Hits (2010)
- Freddie Quinn – Gala Konzert – Sein Leben, Seine Lieder (2004)
- G.G. Anderson – Weisse Rosen Schenk' Ich Dir (1992)
- Goombay Dance Band – Sun of Jamaica (1980)
- Hannes Schöner – Viele Grüße an Maria (Single) (1983)
- Hans-Jürgen Bäumler – Zauberei Aus Dem Zylinder (Single) (1976)
- Heidi Brühl – Sinfonie (Single) (1976)
- Heinz & Erhardt – Immer wenn ich traurig bin (Maxi) (2002)
- Howard Carpendale – Lady Cool (Single) (1985)
- Ian Cussick – Ian Cussick (1981)
- Irene Cara – I can fly (Single) (1988)
- IXI – Der Knutschfleck (Single) (1983)
- José Valdes – Mamacita (Maxi) (2006)
- Känguru – Känguru (1981)
- Karel Gott – Die Biene Maja (Single) (1994)
- Karl Dall – Oh Watt'n Meer (Single) (1991)
- Luisa Fernandez – Lay love on you (Single) (1978)
- Marc de Ville – California (Single) (1977)
- Martinique – No Regrets (1990)
- Mary – Ich bin eine Dame (Single) (1995)
- Max Greger – Lovebird (1988)
- Milly Scott – Pata Pata (Single) (1979)
- Miro – Like A Hero-Best Of Miro (1982)
- Mungo Jerry – In the Summertime (Remix) (1998)
- Nightwatchers – Insomnia (Maxi) (2002)
- Pandora – Spirit To Win (Single) (1998)
- Playa Rouge – Rote Rosen (1991)
- Randy Pie – Magic Ferry (1986)
- Rolf Kühn Orchestra – Symphonic Swampfire (1978)
- Rolf und seine Freunde – Starke Kinder (1989)
- Rolf Zuckowski – Leben Ist Mehr (Single) (1988)
- Roy Black – Schwarz auf Weiss (1988)
- Sailor – Street Lamp (1992)
- Shari Belafonte – Give A Little Love (Single) (1989)
- Simone – Solang wir lieben (Single) (2001)
- SM-Trax – Show Me Something Special (Maxi) (1997)
- SM-Trax – Got the Groove (Maxi)(1998)
- Su Kramer – Ein Leben Lang (Single) (1982)
- Tarracco – Best of both worlds (Maxi) (1986)
- To Be – To Be (1977)
- To Be – To Be 2 (1982)
- Tommy Steiner – Frei sein für die Träume (1984)
- Tommy Steiner – Gedanken zur Weihnacht (1984)
- Ungelenk – Das Beste (Bis Jetzt) (1995)
- Uta Bresan – Kneif mich mal (Maxi) (2002)
- Volker Lechtenbrink – Meine Tür steht immer offen (Album) (1978)
- Wildecker Herzbuben – Weihnachten zu Hause (1991)
- Wildecker Herzbuben – Die ewigen Juwelen der Volksmusik (1997)
- Willy Seitz – Weihnachten mit Freunden (1996)
- Wonderland – No.1 (1971)
- Wonderland – The Best of Wonderland (2001)
- Wonderland – I‘m on my way (Single) (1970)